# Pavel Gross
Pavel Gross (né le 11 mai 1968 à Ústí nad Labem, en Tchécoslovaquie) est joueur tchèque de hockey sur glace devenu entraîneur.

## Carrière

### En tant que joueur
Il commence sa carrière professionnelle à la saison 1987-1988 au HC Sparta Prague. Il fait partie du repêchage d'entrée dans la LNH en 1988. Les Islanders de New York le sélectionnent lors de la 6e ronde à la 111e place. Mais aucun contrat n'a lieu.
À l'été 1990, il vient en Allemagne en signant au EHC Freiburg. Après la relégation de ce club après la saison 1992-1993, il s'en va aux Adler Mannheim où il reste jusqu'en 1999. Il y remporte trois championnats d'Allemagne (1997, 1998 et 1999) et devient le meilleur passeur de l'histoire du club. Puis il s'engage avec les Berlin Capitals et reste une saison après la rétrogradation du club en ligue régionale en 2002-2003. Bien qu'il soit encore sous contrat, il ne joue plus la saison suivante.

### En tant qu'entraîneur
Il commence à s'intéresser l'entraînement durant une blessure durant la saison 2000-2001 chez les Berlin Capitals. Il est nommé au EHC Freiburg pour la saison 2004-2005 de 2. Bundesliga puis adjoint la saison suivante des Lions de Francfort.
Lors de la saison 2008-2009, il est entraîneur adjoint des EHC Wolfsburg Grizzly Adams. Après le départ d'Anton Krinner (de) pour les Scorpions de Hanovre, il est l'entraîneur principal de l'équipe depuis la saison 2010-2011.

## Source, notes et références
1. ↑  (en) « Pavel Gross », sur hockeydb.com (consulté le 16 avril 2023).
2. ↑  (en) « Pavel Gross », sur eurohockey.com (consulté le 16 avril 2023).

- (en) « Pavel Gross hockey statistics & profile », sur The Internet Hockey Database